# アジアンタムブルー
『アジアンタムブルー』 (adiantum blue) は、大崎善生による日本の恋愛小説。
第23回吉川英治文学新人賞を受賞したデビュー作『パイロットフィッシュ』の続編。2006年に阿部寛主演で映画化された。
タイトルの「アジアンタムブルー」とは、作中の説明では、観葉植物のアジアンタムが水不足で葉がちりちりになってしまい、その状態がみるみるうちに葉全体に広がってしまう現象のこと。「パイロットフィッシュ」の中では「アジアンタムの憂鬱」という言葉が登場する。

## あらすじ
隆二が歩んできた人生のジグソーパズルは、恋人・葉子の死というたった1つのピースが抜け落ちただけで全てがバラバラに砕け散ってしまった。
葉子がニースで死んで3ヵ月。33歳の隆二が葉子との思い出を辿る。

## 登場人物
山崎 隆二（やまざき りゅうじ）
33歳。文人出版の編集者。余命1ヵ月と宣告された葉子のために、ニースで過ごすことを提案する。
続木 葉子（つづき ようこ）
隆二の5歳年下の恋人。水溜まりばかりを写す写真家。撮影で訪れていた金沢で腹痛で倒れ、末期の癌性の腹膜炎と診断される。
中川 宏美（なかがわ ひろみ）
35歳。吉祥寺のデパートの屋上で、葉子との思い出に浸っていた隆二と知り合う。3年前に夫が別の女と心中してしまう。
笠井 信二（かさい しんじ）
隆二の札幌の中学時代のクラスメイト。隆二を万引きに誘い込んだ。
後に、金沢の総合病院の医師になる。
沢井 速雄（さわい はやお）
文人出版での隆二の上司。
石原 美津子（いしはら みつこ）
隆二の高校時代の美術部の1年先輩。校内一の美人で才媛と評判だった。隆二が初めて女性器を見た相手。自殺を図り、後に東京へ引っ越す。
森本 俊介（もりもと しゅんすけ）
隆二の高校時代のクラスメイト。情報通で校内のことを何でも知っていた。
ユーカ
30歳。『月刊エレクト』のカラーグラビアで常に人気上位のSMの女王。
高木 正也（たかぎ まさや）
隆二の2歳年上の風俗ライター。

## 映画

### キャスト
- 山崎隆二 - 阿部寛
- 続木葉子 - 松下奈緒
- ユーカ - 小島聖
- 川上音彦 - 佐々木蔵之介
- 川上由希子 - 高島礼子
- 五十嵐 - 村田雄浩
- 沢井速雄 - 小日向文世
- 渡辺いっけい、松尾れい子、飯田基祐、深水元基、猫背椿、葛山信吾、神戸浩、桜井聖　ほか

### スタッフ
- 監督・製作 - 藤田明二
- 脚本 - 神山由美子
- 音楽 - 大島ミチル
- 主題歌 - デルタ・グッドレム 『FLAWED〜埋まらないパズル』
- 撮影 - 北信康
- 照明 - 渡邊孝一
- 美術 - 山本修身
- 編集 - 山本正明
- 録音 - 野中英敏
- スクリプター - 斉藤文
- 助監督 - 権野元
- ラインプロデューサー - 牧義寛（シネハウス）
- 劇用スチール（作中の葉子の写真を担当） - 矢部志保
- VFXスーパーバイザー - 鹿角剛司
- 音響効果 - 渡部健一
- スタジオ - 東映東京撮影所、日活撮影所
- 協力 - 全日空空輸
- 製作者 - 黒井和男、亀山慶二、榎本和友
- エグゼグティブプロデューサー - 梅澤道彦、北川直樹
- プロデューサー - 椿宜和、井口喜一、杉山登、篠原廣人
- 製作プロダクション - 共同テレビジョン
- 製作委員会メンバー - 角川ヘラルド映画、日本映画ファンド、テレビ朝日、ソニー・ミュージックエンタテインメント